# Contarinia ononidis
Contarinia ononidis är en tvåvingeart som beskrevs av Jean-Jacques Kieffer 1899. Contarinia ononidis ingår i släktet Contarinia och familjen gallmyggor. Inga underarter finns listade i Catalogue of Life.